# Allocosa olivieri
Allocosa olivieri là một loài nhện trong họ wolfspinnen (Lycosidae).
Loài này thuộc chi Allocosa. Allocosa olivieri được Eugène Simon miêu tả năm 1876.